# San Antonio (Nuevo México)
San Antonio es un lugar designado por el censo ubicado en el condado de Socorro en el estado estadounidense de Nuevo México. En el censo de 2010 tenía una población de 165 habitantes y una densidad poblacional de 140,94 personas por km².

## Geografía
San Antonio se encuentra ubicado en las coordenadas 33°54′58″N 106°52′12″O / 33.91611, -106.87000. Según la Oficina del Censo de los Estados Unidos, San Antonio tiene una superficie total de 1.17 km², de la cual 1.17 km² corresponden a tierra firme y (0%) 0 km² es agua.

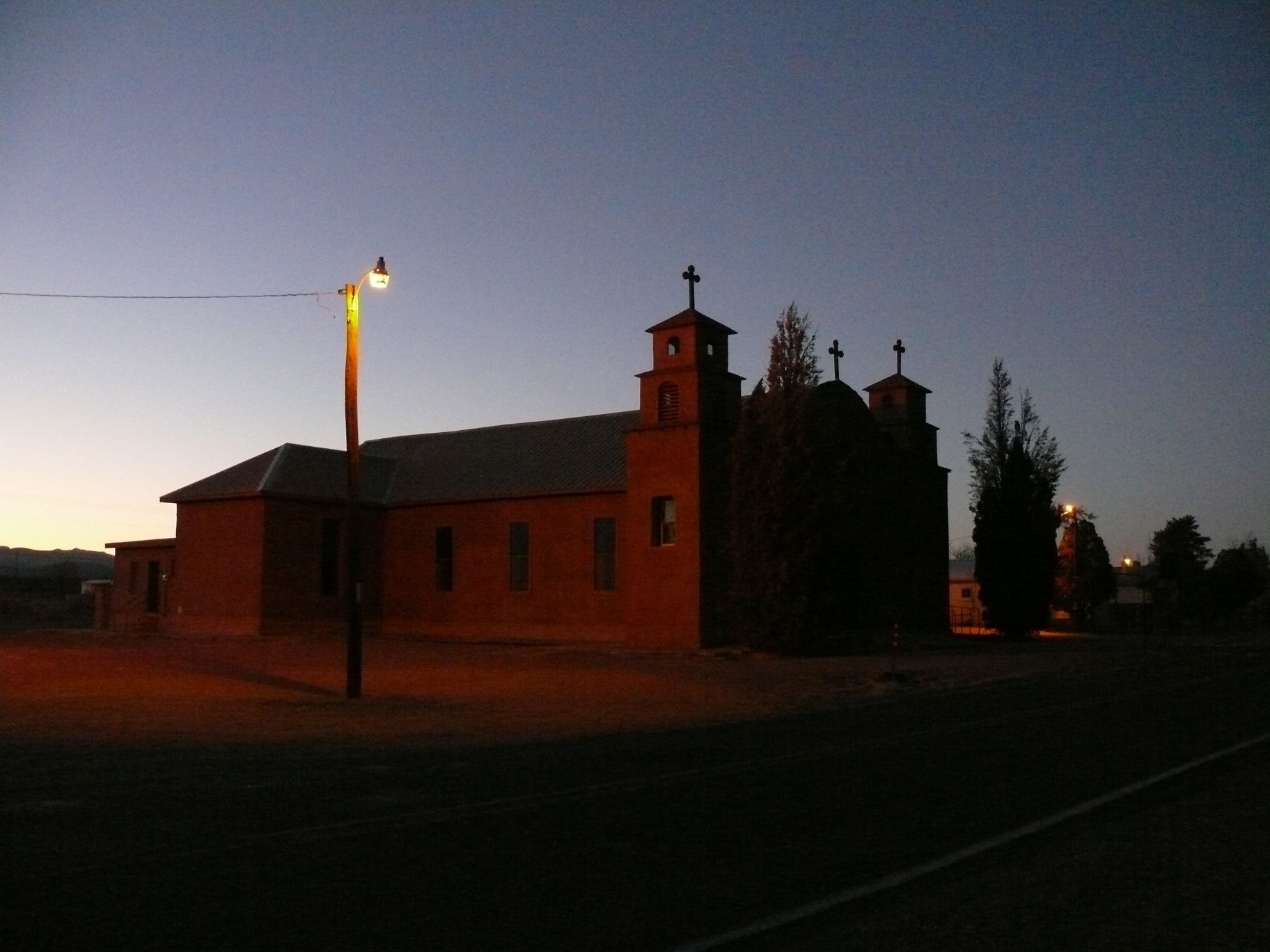
Iglesia San Antonio
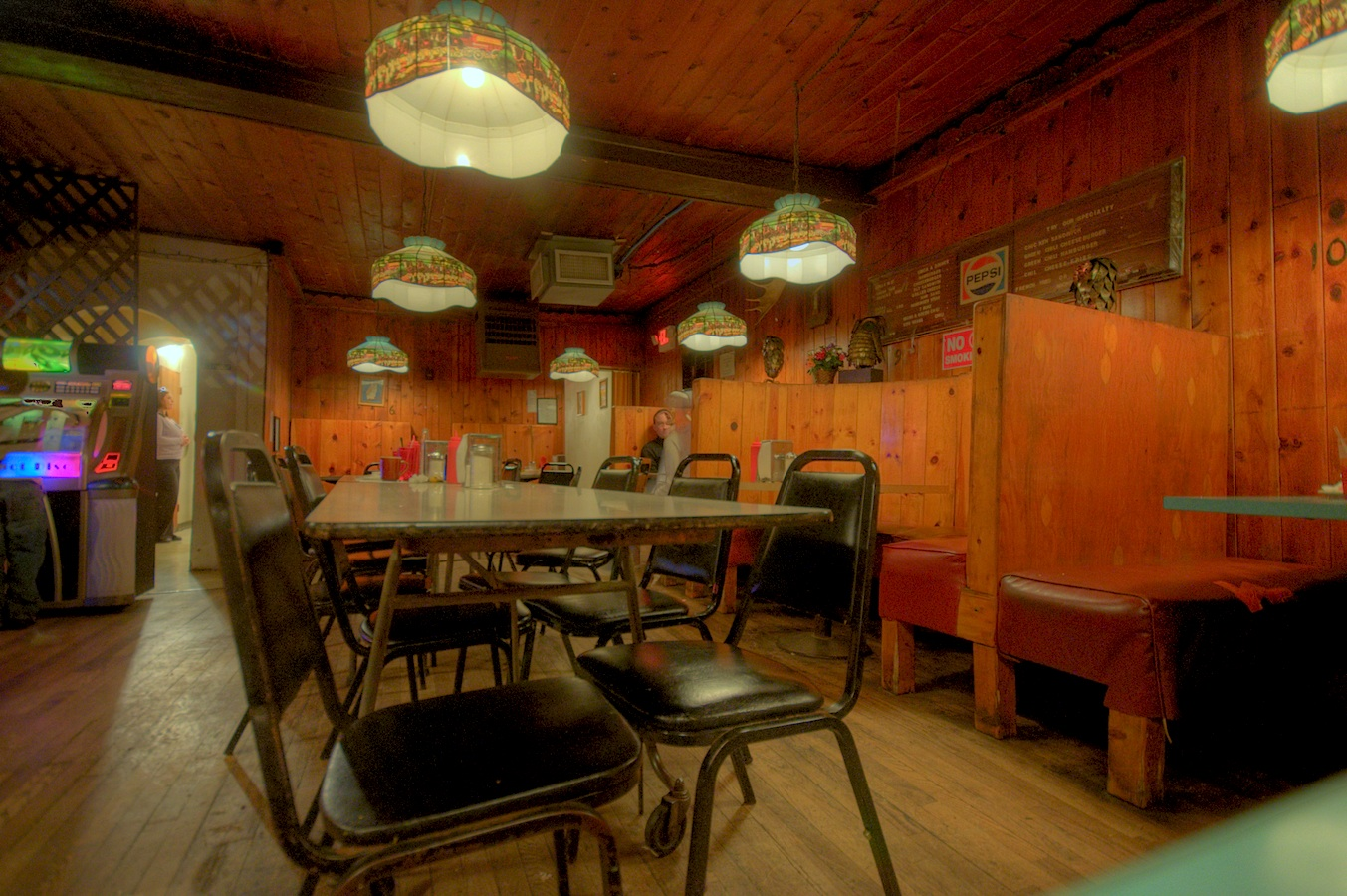
Owl café

## Demografía
Según el censo de 2010, había 165 personas residiendo en San Antonio. La densidad de población era de 140,94 hab./km². De los 165 habitantes, San Antonio estaba compuesto por el 95.76% blancos, el 0% eran afroamericanos, el 0.61% eran amerindios, el 0.61% eran asiáticos, el 0% eran isleños del Pacífico, el 3.03% eran de otras razas y el 0% pertenecían a dos o más razas. Del total de la población el 55.15% eran hispanos o latinos de cualquier raza.